# عبد العزيز السبيعي
عبد العزيز السبيعي (29 مارس 1974 -)؛ مغني شعبي كويتي.

## بداية المشوار الفني
بدأ الفنان عبد العزيز السبيعي المجال الفني عن طريق الجلسات الشعبية مع عدة مطربين شعبيين من ضمنهم، الفنان يوسف المطرف وجمال الراشد ويوسف بروسلي وخالد الملا وتعلم منهم الغناء العدني والشعبي ووسع نشاطة الفني بدخوله للساحة الفنية عن طريقشركة النظائر.

## أعماله
| اسم الاغنية         | الحان              | كلمات              | توزيع                   | مكساج           | السنة |
| ------------------- | ------------------ | ------------------ | ----------------------- | --------------- | ----- |
| من هو على شانه      | عبد العزيز السبيعي | اسيل               | عبد الله العلي          | بدر الحداد      | 2004  |
| واحشتني             | عبد العزيز السبيعي | مبارك بوظهير       | بشار سلطان              | بشار سلطان      | 2004  |
| جروحك               | جبر الجبر          | يوسف الفيلجاوي     | إسماعيل تونش            | بدر الحداد      | 2013  |
| ياحبيبي استايل تركي | عبد العزيز السبيعي | اسيل               | إسماعيل تونش            | بدر الحداد      | 2011  |
| دنيا السعادة        | عبد العزيز السبيعي | مبارك بوظهير       | بشار سلطان              | بشار سلطان      | 1999  |
| يما يا اغلى اسم     | عبد العزيز السبيعي | اسيل               | خالد                    | نواف بدر        | 2004  |
| فلسطين              | عبد العزيز السبيعي | شاعر فلسطين        | سمير يوسف               | علاء عبد الحميد | 2002  |
| طاريك               | عبد العزيز السبيعي | خالد الصعب         | بشار سلطان - بدر الحداد | بدر الحداد      | 2015  |
| انا مليت            | عبد العزيز السبيعي | اسيل               | احمد عبد الجواد         | علاء عبد الحميد | 2004  |
| تبقى الكويت         | عبد العزيز السبيعي | عبد العزيز السبيعي | سمير يوسف               | بدر الحداد      | 2015  |
| يابني ادم           | عبد العزيز السبيعي | يوسف الفيلكاوي     | بدر الحداد              | بدر الحداد      | 2003  |

## ألحان
| الفنان\الفنانة | العمل               |
| -------------- | ------------------- |
| منى شداد       | اغنية ياخوفي تنساني |
| حسام التركي    | اغنية اسف حبيبي     |
| حسام التركي    | اغنية الحب بهالزمن  |
| حسام التركي    | اغنية لا انت حبيبي  |
| قتيبة السالمي  | اغنية كنت تقولي شي  |
| الغلا          | اغنية اريدو         |

## أعماله الفنية
في مجال المسرح
| السنة | المسرحية                  | مشاركة    |
| ----- | ------------------------- | --------- |
| 1993  | تلحين بعض لوحات طاح مخروش | أحمد جوهر |

في مجال التلفزيون
| السنة | البرنامج                       | القناة        |
| ----- | ------------------------------ | ------------- |
| 1994  | مقدمة برنامج مايطلبه المشاهدون | الكويت الأولى |
| 1996  | مقدمة برنامج الدانة            | الكويت الأولى |
| 1999  | مقدمة برنامج فنون              | الكويت الأولى |
| 2013  | مقدمة برنامج صباح الوطن        | الوطن         |

الأعمال الاذاعية
| السنة | البرنامج                | إذاعة       |
| ----- | ----------------------- | ----------- |
| 2001  | مقدمة برنامج كويت اف ام | كويت اف ام  |
| 2003  | مقدمة برنامج ايمانيات   | كويت اف ام  |
| 2005  | فلاش لإذاعة مرينا اف ام | مرينا اف ام |

الاوبريتات
| اوبريت                   | بمشاركة                      |      |
| ------------------------ | ---------------------------- | ---- |
| اوبريت الأسرى            | شجون الهاجري - نايف البشايره | 1999 |
| اوبريت الشامية           | أطفال وزارة التربية          | 2003 |
| اوبريت الكويت في اعناقنا | أطفال وزارة التربية          | 2006 |

## المساهمات الوطنية
- أغنية وطنية في كأس الخليج لمنتخب الكويت الوطني
- أغنية خاصة الشيخ (جابر الأحمد الصباح)
- اوبريت الأسرى

## المساهمات الإنسانية والاجتماعية
- اغنية خاصة للشعب الفلسطيني بعنوان (فلسطين)
- اوبريت خاص اذوي احتياجات الخاصة
- شاركة بأغنية خاصة لمكافحة المخدرات

## جوائز وتكريم
- شهادة تقديرية من التربية الأساسية الموسيقية كأفضل عازف عود على محافظات الكويت 1994
- جائزة أفضل مقدمة برنامج في مهرجان القاهرة للإذاعة والتلفزيون 2003
- شهادة تقديرية من لجنة شؤون الأسرى والشهداء 2000

## المناصب
- مؤسس ورئيس بيت الموسيقى الكويتي
- مدير عام لمجلة فنتازيا المسموعة
- مستشار موسيقي في شركة سوبر ستار للإنتاج الفني
- مستشار موسيقي في شركة ديجيتال للإنتاج الفني
- صاحب شركة موزاريكا للإنتاج الفني